# 丑锥头蛛
丑锥头蛛（学名：Poltys illepidus），又名無鱗尖鼻蛛、多角錐頭蜘蛛，为为园蛛科锥头蛛属的动物。分布于斯里兰卡、印度至巴布亚新几内亚、台湾岛以及中国大陆的四川等地，多栖息于在热带与亚热带果树间布网。